# Utricularia olivacea
Utricularia olivacea — вид рослин із родини пухирникових (Lentibulariaceae).

## Біоморфологічна характеристика
Це водна однорічна рослина. Листя відсутнє. Часточки чашечки нерівні, круглі, завдовжки 0.6–0.8 мм, у цвітінні цілі, у плодах помітно зубчасті. Віночок завдовжки 2–3.5 мм, кремово-білий. Плід — вузька веретеноподібна коробочка, завдовжки 1 мм.

## Середовище проживання
Цей вид має великий ареал в Америці, простягаючись від північного сходу США через Центральну Америку до Бразилії — Бразилія, Куба, Гаяна, Нікарагуа, Суринам, Тринідад і Тобаго, США, Венесуела.
Цей вид зазвичай колонізує озера, ставки або частини струмків з повільною течією, де росте як плавуча водна рослина.

## Використання
Вид культивується невеликою кількістю ентузіастів роду. Торгівля незначна.